# Maciej Kaźmierczak
Maciej Kaźmierczak (ur. 12 marca 1996 w Kutnie) – polski pisarz, autor kryminałów oraz fantastyki.

## Życiorys
Kaźmierczak jest absolwentem filologii polskiej na Uniwersytecie Łódzkim. Jest współredaktorem antologii „Literackie Kutno”. Jako pisarz debiutował opowiadaniem pt. „Bezsilność”. Jest autorem kryminałów, a także kilkudziesięciu opowiadań oraz książek z wątkami fantastyki i horroru. Miejscem akcji wielu z jego publikacji jest miasto Łódź. 2023 roku znalazł się na 27 miejscu na liście 30 najpoczytniejszych autorów według liczby czytelników w ramach raportu Biblioteki Narodowej „Stan czytelnictwa książek w Polsce w 2022 r.”. Prowadzi na Facebooku profil pod nazwą Poważny Postczłowiek, obserwowany przez ponad 38 tys. osób (wg danych na 26 września 2024 roku), oraz profil na Instagramie pod nazwą lepiej.nie.bedzie, obserwowany przez ponad 112 tys. osób (wg danych z 27 października 2024 roku).

### Życie prywatne
Urodził się w Kutnie. Mieszka w Łodzi.

## Wyróżnienia
- nominacja do Nagrody im. Janusza A. Zajdla (2018) za opowiadanie „Moloch” (w: Sny umarłych. Polski rocznik weird fiction 2018),
- Laureat w konkursie na opowiadanie fantasy im. Krystyny Kwiatkowskiej,
- Finalista konkursów „Horyzonty Wyobraźni” czy „Światy Zajdla”[8].

## Publikacje

### Opowiadania
- „Bezsilność”, w: Fantazje Zielonogórskie II (2012)
- „Dar od Boga”, w: Fantazje Zielonogórskie III (2013)
- "Niedoskonali", w: "QFant 21" (2013, nr 8)
- „Nagranie”, w: Światy Zajdla (2013)
- "A kogo to obchodzi?", w: "Horror Masakra" (2013, nr 2)
- "Czarny plon", w: "Mega*Zine Lost & Found" (2013, nr 5)
- "Powrót Adama", w: "Mega*Zine Lost & Found" (2013, nr 7)
- "Kto pyta, ten błądzi", w: Zombiefilia (2013)
- „Veto”, w: Księga wampirów (2014)
- „Strach ma wielkie oczy”, w: „Krypta” (2014),
- "Jedność", w: 31.10. Księga Cieni (2014)
- "Feralne psy", w: Literackie Kutno (2015)
- „Nowy gracz”, w: Wolsung Antologia (2015, t. 2)
- „Narodziny ostatniego człowieka”, w: „Brama 00” (2015, nr 1)
- „Eden”, w: Zapomniane historie (2016)
- „Darkroom”, w: Krwawnik (2016, t. 2)
- „Sychem prawdziwych”, w: "Histeria XIV” (2016, nr 3)
- "Padlina", w: Gorefikacje II (2016)
- „Moloch”, w: Sny umarłych. Polski rocznik weird fiction (2018)
- „Zobacz”, w: Sny umarłych. Polski rocznik weird fiction (2019)
- „Świat się zmienia”, w: Żertwa (2021)[1][2]

## Książki
- „Zwierzyna” (2015) – zbiór opowiadań
- „Polowanie na kaczki” (2017)
- „Wszechmocny” (2018)
- „Dziennikarz” (2020)
- „Martwy ptak” (2021)
- „Nikt” (2022)
- „Porzuceni” (2022)
- „To mnie zabije” (2023)
- Cykl Robert Foks:
  - „Pomsta” (2023)
  - „Skowyt” (2023)
  - „Larwy” (2024)[1][2]
  - "Hieny" (2025, zapowiedź)
- "Okrutny" (2025)